# 扎哈里夫卡 (丘胡伊夫區)
50°15′47″N 37°14′7″E / 50.26306°N 37.23528°E
扎哈里夫卡（烏克蘭語：Захарівка）是位於烏克蘭東部的村莊，由哈爾科夫州丘胡伊夫区的沃夫昌斯克市鎮負責管轄。該村始建於1645年，面積0.87平方公里，海拔高度125米，2001年人口449，人口密度每平方公里517.9人。